# Argelès-Gazost
Argelès-Gazost – miejscowość i gmina we Francji, w regionie Oksytania, w departamencie Pireneje Wysokie.
Według danych na rok 1990 gminę zamieszkiwało 3229 osób, a gęstość zaludnienia wynosiła 1059 osób/km² (wśród 3020 gmin regionu Midi-Pireneje Argelès-Gazost plasuje się na 105. miejscu pod względem liczby ludności, natomiast pod względem powierzchni na miejscu 1642.).